# Martin Vokurka
Martin Vokurka (* 17. října 1962 Praha) je český lékař specializující  se v oboru patologická fyziologie a spisovatel, od září 2020 děkan 1. lékařské fakulty Univerzity Karlovy.

## Profesní život
Po ukončení Gymnázia Na Zatlance v roce 1981 pokračoval studiem všeobecného lékařství na Fakultě všeobecného lékařství Univerzity Karlovy, kterou absolvoval v roce 1987. V roce 1993 dokončil atestaci z vnitřního lékařství I. stupně, v roce 1997 obhájil kandidátskou práci a obdržel titul kandidáta věd. V roce 2005 pak byl jmenován docentem pro obor patologická fyziologie. V prosinci 2020 byl jmenován profesorem pro obor patologická fyziologie. Od roku 2012 je přednostou Ústavu patologické fyziologie 1. lékařské fakulty. Až do svého zvolení za děkana působil mezi lety 2008 a 2020 jako proděkan 1. LF UK pro teoretickou a preklinickou výuku, v letech 2018 až 2020 byl zároveň statutárním zástupcem děkana.
Je autorem či spoluautorem řady učebnic (Francouzština pro lékaře, Patofyziologie pro nelékařské obory), lékařských slovníků (Velký lékařský slovník, Praktický slovník medicíny, Kapesní slovník medicíny) a odborných publikací (Manikúra a pedikúra). Píše i poezii a prózu (sbírka povídek Rozpady, básnická sbírka A to je láska, pánové).